# Liste der Baudenkmale in Spornitz
In der Liste der Baudenkmale in Spornitz sind alle Baudenkmale der Gemeinde Spornitz (Landkreis Ludwigslust-Parchim) und ihrer Ortsteile aufgelistet (Stand: Januar 2021).

## Spornitz
| ID | Lage                        | Bezeichnung                              | Beschreibung | Bild                                     |
| -- | --------------------------- | ---------------------------------------- | --- | ---------------------------------------- |
|    | Feldstraße 2 (Karte)        | Wohnhaus                                 | Fachwerkhaus | Wohnhaus                                 |
|    | Friedensstraße 34 (Karte)   | Forsthaus und Scheune                    | Fachwerkscheune an der Hauptstraße, Forsthaus dahinter liegend | Forsthaus und Scheune                    |
|    | Friedensstraße 42 (Karte)   | Pfarrhaus und Garten                     | Ehemaliges Pfarrhaus, zu Ferienwohnungen ausgebaut. | Pfarrhaus und Garten                     |
|    | Friedensstraße 44 (Karte)   | Schule mit Gedenktafel Johannes Gillhoff | 1/2-gesch. Putzbau, teilw. mit Krüppelwalmdach; für 2014 war der Abriss geplant | Schule mit Gedenktafel Johannes Gillhoff |
|    | Friedensstraße 46 (Karte)   | Büdnerei                                 | | Büdnerei                                 |
|    | Friedensstraße (Karte)      | Gedenkstein für Helmuth Schröder         | | Gedenkstein für Helmuth Schröder         |
|    | Friedensstraße (Karte)      | Gedenkstein für die Kollektivierung      | | Gedenkstein für die Kollektivierung      |
|    | B 191 (Ortsmitte) (Karte)   | Meilenstein                              | | Meilenstein                              |
|    | (Karte)                     | Kirche und Friedhofsportal               | Gotische Kirche vom wohl 13. Jahrhundert aus Feld- und Backstein mit einem Chor mit 5/8-Schluss und dem fast 55 Meter hohen, quadr. Turm mit achtseitigen Turmhelm; bauliche Veränderungen um 1840; Altar von 1822, Memel - Orgel von 1876. Großes Friedhofsportal in Klinkerbauweise an der südöstlichen Ecke zur Hauptstraße. | Weitere Bilder                           |
|    | Friedhof (Karte)            | Kriegerdenkmal 1914/18                   | An der Hauptstraße südlich der Kirche | Weitere Bilder                           |
|    | B 191 (Ortsausgang) (Karte) | Meilenstein                              | | Meilenstein                              |

## Dütschow
| ID | Lage                     | Bezeichnung            | Beschreibung                                                                     | Bild    |
| -- | ------------------------ | ---------------------- | -------------------------------------------------------------------------------- | ------- |
|    | Am Kulturhaus 16 (Karte) | Bauernhaus             |                                                                                  |         |
|    | Am Kulturhaus 12 (Karte) | Bahnhof                | 2-gesch. Bahnhof mit Walmdach von um 1880 an der Bahnstrecke Ludwigslust–Parchim | Bahnhof |
|    | Dorfstraße 13 (Karte)    | Hallenhaus             |                                                                                  |         |
|    | Dorfstraße 15 (Karte)    | Hallenhaus             |                                                                                  |         |
|    | Dorfstraße 15            | Querdielenscheune      |                                                                                  |         |
|    | Dorfstraße 22 (Karte)    | Büdnerei               |                                                                                  |         |
|    |                          | Spritzenhaus           |                                                                                  |         |
|    | (Karte)                  | Kirche                 |                                                                                  | Kirche  |
|    | (Karte)                  | Kriegerdenkmal 1914/18 |                                                                                  |         |

## Primank
| ID | Lage       | Bezeichnung            | Beschreibung | Bild |
| -- | ---------- | ---------------------- | ------------ | ---- |
|    | Dorfstraße | Kriegerdenkmal 1914/18 |              |      |